# Guineu voladora de les illes Talaud
La guineu voladora de les illes Talaud (Acerodon humilis) és una espècie de ratpenat de la família dels pteropòdids. És endèmica de les illes de Salebabu i Karekaleng, a l'arxipèlag indonesi de Talaud. El seu hàbitat natural són els aiguamolls tropicals o subtropicals. Està amenaçada per la caça i la fragmentació d'hàbitat.